# Paul Westhead
Paul Westhead, né le 21 février 1939 à Philadelphie, Pennsylvanie, est un entraîneur américain de basket-ball. Il entraîne en WNBA, en National Basketball Association et en NCAA. Il entraîne trois équipes différentes de NBA, et est également entraîneur de l'université Loyola Marymount durant la période la plus glorieuse de l'école. Westhead est réputé pour avoir employé avec succès la stratégie dite du run-and-gun.

## Biographie
Westhead commence sa carrière d'entraîneur à l'université La Salle en 1970. Westhead mène les Explorers au tournoi National Invitation Tournament (NIT) et à deux tournois tournoi NCAA en neuf saisons (1970-1979). Il finit sa carrière à La Salle avec un bilan de 142 victoires et 105 défaites.
Westhead commence sa carrière d'entraîneur NBA au plus haut niveau, puisqu'il prend la succession de Jack McKinney en tant qu'entraîneur des Lakers de Los Angeles. Avec Magic Johnson, comme rookie au poste de meneur et la star Kareem Abdul-Jabbar dans son équipe, les Lakers remportent le titre de champion en 1980 pour sa première saison à la tête des Lakers, en battant les Sixers en six rencontres. Cependant, l'équipe est battue en playoffs l'année suivante par les Rockets de Houston de Moses Malone. Westhead est limogé au début de sa troisième saison avec les Lakers, et est remplacé par Pat Riley. On dit que c'est Magic Johnson qui aurait orchestré le départ de Westhead.
Westhead est l'entraîneur des Bulls de Chicago pour la saison NBA 1982-1983, mais y reste une seule saison à la suite d'un bilan de 28 victoires-54 défaites. Au début de la saison, les Bulls transfèrent le pivot All-Star Artis Gilmore aux Spurs de San Antonio.
Après cela, Westhead retourne au niveau universitaire, et devient entraîneur de Loyola Marymount. Durant la période 1985-1990, Westhead utilise beaucoup les courses ce qui permit à LMU, une petite école de devenir une équipe dominante de NCAA. Westhead écrit une nouvelle page de l'histoire de la NCAA avec Loyola Marymount, avec un style « up-tempo » et « run-and-gun ». À la fin de la saison 1989-1990, Westhead quitte LMU pour la NBA et les Nuggets de Denver, un poste qu'il tient durant deux saisons. Sa carrière à Denver est marquée par l'introduction du style de jeu offensif run and gun qu'il importe de LMU en NBA.
Cependant, alors que Denver réalise la meilleure moyenne offensive de la ligue avec 119,9 points par match lors de la saison NBA 1990-1991, ils encaissent aussi une moyenne record de 130,8 points par match. Dans un match contre les Suns de Phoenix, Denver inscrivit 107 points en une mi-temps, ce qui constitue toujours un record NBA. Westhead est limogé des Nuggets après deux saisons difficiles avec un bilan de 44 victoires-120 défaites.
À la suite de son aventure chez les Nuggets, Westhead retourne entraîner au niveau universitaire à l'université George Mason de 1993 à 1997. Cette fois, le style caractéristique de Westhead, le « run-and-gun » ne remporte pas de succès en NCAA et l'équipe termine avec un bilan de 38 victoires-70 défaites. Westhead est remplacé à Mason par Jim Larrañaga après la saison 1996-1997.
En 2005, Westhead est engagé en tant qu'entraîneur de l'équipe WNBA du Mercury de Phoenix, qu'il quitte sur un titre de champion en 2007, qui fait de lui le premier entraîneur sacré champion en NBA et WNBA.
On confond parfois Paul Westhead avec un autre entraîneur NBA, Paul Westphal.